# Nascia
Nascia é um gênero de mariposa pertencente à família Crambidae.